# Sita Mazumder

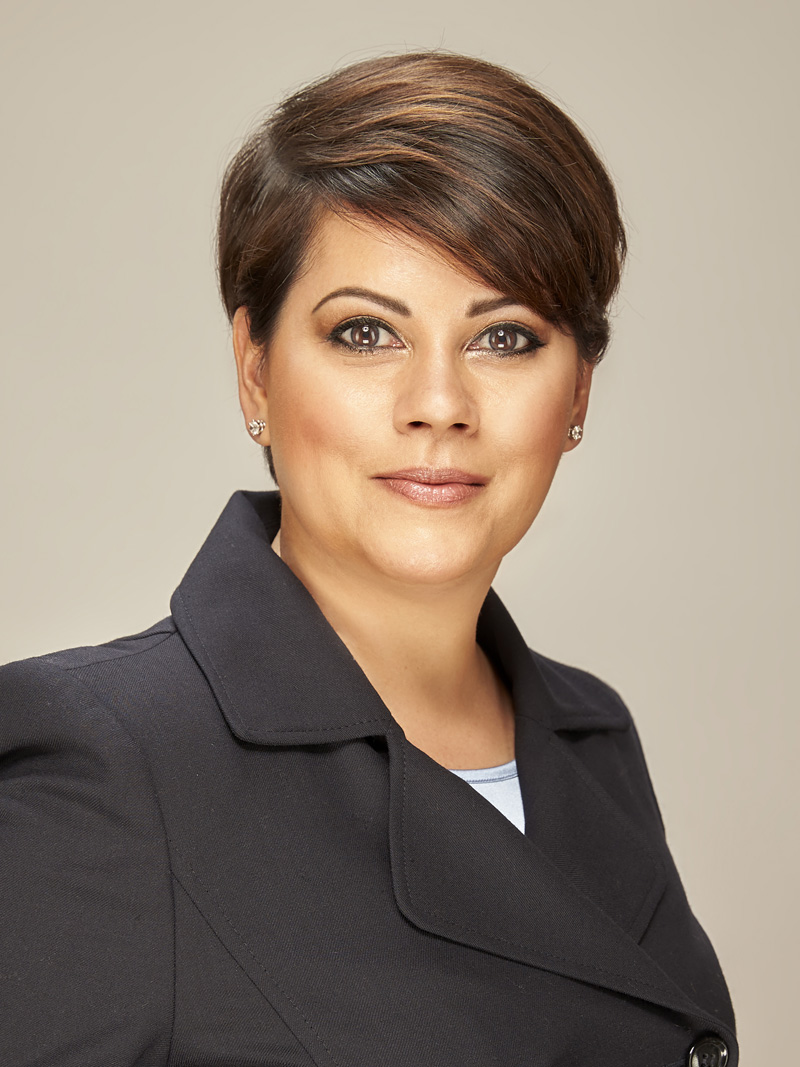
Sita Monica Mazumder (2019)

Sita Monica Mazumder (* 30. März 1970; heimatberechtigt in Zürich, ehemals in Turgi) ist eine Schweizer IT-Ökonomin und Unternehmerin. Sie beschäftigt sich mit nachhaltig erfolgreichen Geschäftsmodellen in der digitalen Welt und forscht an den Schnittstellen von Künstlicher Intelligenz und Wirtschaft / Gesellschaft. Weitere Schwerpunkte ihrer unternehmerischen und wissenschaftlichen Tätigkeit sind Innovationsmanagement und Wirtschaftskriminalität.

## Leben
Sita Mazumder hat indische, französische und schweizerische Wurzeln. Nach dem Besuch der Kantonsschule Baden von 1986 bis 1990 studierte sie von 1990 bis 1995 Informatik-Ingenieurwissenschaften an der ETH Zürich. Anschliessend studierte sie bis 1999 an der Universität Zürich Wirtschaftswissenschaften. Parallel dazu arbeitete sie als Projektmanager im Bereich IT-Organisation und Rollout bei der SBG (heutige UBS) in Zürich und gründete ihre erste eigene Beratungsfirma. Es folgte ihre akademische Tätigkeit am Swiss Banking Institute der Universität Zürich, wo sie ihre Dissertation zu „Die Sorgfalt der Schweizer Banken im Lichte der Korruptionsprävention und -bekämpfung“ verfasste und summa cum laude zum Dr. oec. publ. promoviert wurde. Für ihre Dissertation erhielt Sita Mazumder 2002 den Jahresforschungspreis der Universität Zürich. Von 2000 bis 2005 war sie zudem Lehrbeauftragte der Universität Zürich. Ihren PostDoc absolvierte Sita Mazumder 2002 an der renommierten Leonard N. Stern School of Business an der New York University.
Nach ihrer Tätigkeit im Bereich der Bankenüberwachung bei der Eidg. Bankenkommission (heutige FINMA), wechselte Sita Mazumder 2006 als hauptamtliche Dozentin an die Hochschule Luzern. Als Professorin für Business und IT forscht sie heute an der Schnittstelle der Künstlichen Intelligenz mit Wirtschaft und Gesellschaft und entwickelt erfolgreiche Geschäftsmodelle in der digitalen Zeit. Ferner ist sie seit 2004 Dozentin an der EXPERT Suisse sowie seit 2017 Gastprofessorin an der Luxembourg School of Business. Seit 2005 ist Sita Mazumder Inhaberin ihres zweiten Beratungsunternehmens PURPLE Consult. Daneben ist sie Mitglied mehrerer Verwaltungs- und Aufsichtsräte, Mitglied der Eidg. Elektrizitätskommission und publiziert regelmässig. 2011 war sie eingeladene Teilnehmerin des ehrenvollen International Visitor Leadership Program (IVLP) des US State Department, auf Initiative von Hillary Rodham Clinton.

## Buchpublikationen
- Die Sorgfalt der Schweizer Banken im Lichte der Korruptionsprävention und -bekämpfung. Haupt, Bern 2002 (Dissertation, Universität Zürich, 2001).
- mit Massimo S. Lattmann: Erfolgsfaktoren innovativer Unternehmen. Entrepreneurship, Strategie, Kultur aus unternehmerischer Erfahrung. NZZ Libro, Zürich 2007.
- mit Gabrielle Wanzenried: Unbeirrt weiblich und erfolgreich. 12 Porträts von aussergewöhnlichen Frauen. Dike, Zürich 2007.
- mit Gabrielle Wanzenried, Nicole Burri: Diversity Management. Erfolg durch Vielfalt. Das theoretische Fundament und Einblicke in die Praxis von Axa Winterthur, Credit Suisse, Die Schweizerische Post, Hochschule Luzern und Novartis. IFZ/HSW Luzern, Zürich 2009
- mit Gabrielle Wanzenried: Unbeirrt weiblich und erfolgreich. Band 2: 12 Erfahrungsberichte von männlichen Entscheidungsträgern zu Frauen und Karriere. IFZ/Hochschule Luzern, Luzern 2009.
- Das Geschäft mit dem Terror. Wie sich al-Kaida und Co. finanzieren und was uns ihre Taten kosten. Orell Füssli, Zürich 2010.
- mit Gabrielle Wanzenried: Unbeirrt weiblich und erfolgreich. Band 3: 12 Erfahrungsberichte von Paaren mit Kindern zur Vereinbarkeit von Familie und Karriere. IFZ/Hochschule Luzern, Luzern 2011.
- mit Beda Sartory, Patrick Senn, Bettina Zimmermann: Praxishandbuch Krisenmanagement. Umfassendes Krisenmanagement nach der 4CMethode. Midas Management, St. Gallen 2013.